# Rafael Domingo Moreno
Rafael Domingo Moreno (Avellaneda, Provincia de Buenos Aires, Argentina; 17 de enero de 1951) es un exfutbolista argentino. Jugaba como delantero y su primer equipo fue Racing. Su último club antes de retirarse fue San Miguel.

## Trayectoria
Se inició futbolísticamente en Tristán Suárez, luego pasó a Racing donde hizo su debut como profesional en 1969. En 1971 llegó a Argentinos Juniors y se mantuvo en el equipo de La Paternal hasta 1975 inclusive. Entre 1976 y 1978 cumplió buenas actuaciones vistiendo la camiseta de Unión de Santa Fe, lo que le valió la chance de retornar al Bicho en 1979. Al año siguiente se sumó a Gimnasia y Esgrima La Plata para disputar la Primera "B". Se retiró a los 32 años jugando para San Miguel.
Moreno es el cuarto goleador histórico de Argentinos Juniors (el tercero de Primera División) con 82 tantos convertidos, por debajo de Héctor Ingunza, Diego Maradona y Pedro Pasculli.

### Récord futbolístico
Rafael Domingo Moreno es el único jugador en la historia de Argentinos Juniors que ha logrado marcar 6 goles en un mismo partido.
El hecho en cuestión se dio el 6 de agosto de 1972, cuando el Bicho enfrentó en La Paternal a un Lanús que venía peleando para evitar la pérdida de la categoría. Si bien a Argentinos no le iba mucho mejor, la diferencia entre ambos equipos fue abismal ya desde el mismo inicio del juego, a punto tal que el primer tiempo finalizó 6 a 0, con Moreno marcando cinco tantos (el restante fue de Hugo Pena). En el complemento, Moreno logró su sexto gol y Tortoriello decoró el resultado.

## Clubes
| Club                        | País      | Año       |
| --------------------------- | --------- | --------- |
| Racing                      | Argentina | 1969-1970 |
| Argentinos Juniors          | Argentina | 1971-1975 |
| Unión de Santa Fe           | Argentina | 1976-1978 |
| Argentinos Juniors          | Argentina | 1979      |
| Gimnasia y Esgrima La Plata | Argentina | 1980      |
| San Miguel                  | Argentina | 1981-1982 |